# Tryonia quitobaquitae
Tryonia quitobaquitae är en snäckart som beskrevs av Robert Hershler 1988. Tryonia quitobaquitae ingår i släktet Tryonia och familjen tusensnäckor. IUCN kategoriserar arten globalt som otillräckligt studerad. Inga underarter finns listade i Catalogue of Life.